# Goniec Krakowski (1918–1926)
Goniec Krakowski – polski dziennik wydawany w Krakowie od 1918 do 1926.
Linią polityczną dziennik był związany z endecją.
Po przejęciu gazety przez Aktywną Spółkę Wydawniczą redaktorem naczelnym dziennika został 1 lutego 1922 Stanisław Zachariasiewicz. Z redakcją współpracowali m.in. Aleksander Błażejowski, Klaudiusz Hrabyk.